# Fools Rush In (album)
Fools Rush In is het debuutalbum van ReBorn en werd in oktober 2006 in België uitgebracht. De cd telt in totaal 11 tracks inclusief de eerste 3 singles die hij in 2006 heeft uitgebracht. Ook zijn vierde en nieuwste single Walking in the Sun staat op zijn cd. In Japan gingen van het album meer dan 50.000 exemplaren over de toonbank.

## Ultratop 50
| Album met hitnotering(en) in de Vlaamse Ultratop 200 albums | Datum van verschijnen | Datum van binnenkomst | Hoogste positie | Aantal weken | Opmerkingen |
| ----------------------------------------------------------- | --------------------- | --------------------- | --------------- | ------------ | ----------- |
| Fools Rush In                                               | 20-10-2006            | 04-11-2006            | 10              | 13           |             |

## Tracks
- 1. Walking in the Sun
- 2. Fools Rush In
- 3. Julie
- 4. Don't Ever Go
- 5. Captivated
- 6. Good Times
- 7. Girls Just Wanna Have Fun
- 8. Right Back to Me
- 9. Best Thing in My Live
- 10. One True Lover
- 11. Sick of this Lonely Life